# La Chapelle-Montmoreau
 La Chapelle-Montmoreau  (en occitano ) es una población y comuna francesa, situada en la región de Aquitania, departamento de Dordoña, en el distrito de Nontron y cantón de Champagnac-de-Belair.

## Demografía
| 96 | 85 | 79 | 88 | 87 | 91 |
| Para los censos de 1962 a 1999 la población legal corresponde a la población sin duplicidades (Fuente: INSEE [Consultar]) |    |    |    |    |    |